# Karel Neffe
Karel Neffe (Praga, 6 luglio 1948 – Praga, 13 febbraio 2020) è stato un canottiere cecoslovacco.
Vinse la medaglia di bronzo nel quattro con alle Olimpiadi di Monaco.

## Palmarès
- Giochi olimpici: 1
 Bronzo a Monaco di Baviera 1972 (quattro con maschile)
- Campionati del mondo: 1
 Bronzo a Amsterdam 1977 (due con maschile)
- Campionati europei: 1
 Bronzo a Mosca 1973 (quattro con maschile)